# 亚硫酸锂
亚硫酸锂是一种无机化合物，化学式为Li2SO3，可由氢氧化锂和二氧化硫反应制得，在水中，它可以进一步和二氧化硫反应，生成亚硫酸氢锂。它在高温歧化为硫化锂和硫酸锂。它在碱性条件下可以被铁氰酸锂氧化。